# Arcidiecéze Canberra a Goulburn
Arcidiecéze Canberra a Goulburn (latinsky Archidioecesis Camberrensis et Gulburnensis) je římskokatolická nemnetropolitní arcidiecéze bezprostředně podřízená Svatému Stolci. Z administrativních důvodů je připojena k církevní provincii Sydney. Zahrnuje území australského hlavního města Canberra, tedy Teritorium hlavního města Austrálie a část australského spolkového státu Nový Jižní Wales. Katedrálou je kostel sv. Kryštofa, který je největší křesťanskou kultovní stavbou v Canbeře. Současným arcibiskupem je od roku 2013 Christopher Prowse. 

## Stručná historie
Roku 1862 vznikla Diecéze Goulburn, vyčleněná z teritoria Arcidiecéze Sydney.  5. února 1948 bylo sídlo diecéze přeneseno do Canberry a byla povýšena na arcidiecézi. Katedrála byla přenesena z Goulburnu až v roce 1973.